# TEI TS1400

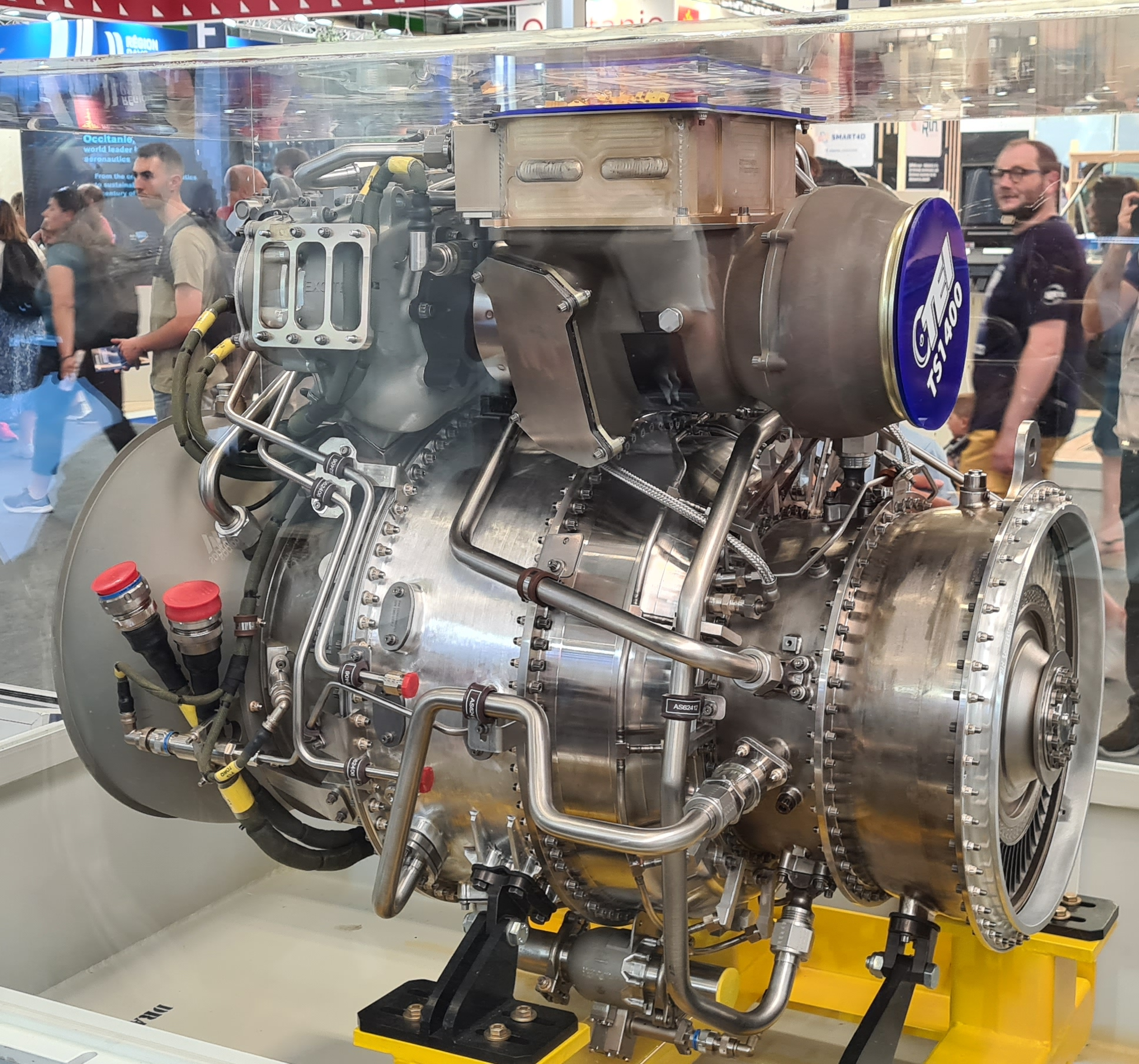
TEI TS1400

Der TEI TS1400 ist eine 1400-PS-Turboprop-Gasturbine für Hubschrauber. Sie wird von Tusaş Engine Industries (TEI) in der Türkei entwickelt.

## Entwicklung
Der Motor wurde für in der Türkei produzierte Hubschrauber entwickelt. Das am 7. März 2017 ins Leben gerufene „Entwicklungsprojekt für Wellenturbinen“ (türkisch: Turboşaft Motor Geliştirme Projesi, TMGP) zielt darauf ab, die Abhängigkeit vom Ausland zu verringern und gleichzeitig die Eigenleistungsquote zu erhöhen. Die erste Installation des TEI TS1400 ist auf dem TAI T625 Gökbey geplant, einem zweimotorigen leichten Transport-/Nutzhubschrauber, der von Turkish Aerospace Industries entwickelt wurde. Das Triebwerk wurde am 11. Dezember 2020 der Öffentlichkeit vorgestellt. Es wurde auch angekündigt, das Triebwerk im Kampfhubschrauber TAI T129 ATAK einzusetzen. 2023 flog erstmals ein Gökbey mit dem TS1400. Es wurde angenommen, die Marktreife des Triebwerks im 2028 zu erreichen.

## Daten
| Kenngröße              | Daten TS1400   |
| ---------------------- | -------------- |
| Baujahr                | 2021           |
| Abtriebswellendrehzahl | 23.000 U/m     |
| Dienstgipfelhöhe       | ≈6100 m        |
| Leistungsgewicht       | 8,54 (ps)/(kg) |
| Typ                    | Turboprop      |